# سامکلیسیو زولو
سامکلیسیو زولو (انگلیسی: Samkelisiwe Zulu؛ زادهٔ ۱۴ آوریل ۱۹۹۰
) یک فوتبالیست اهل زیمبابوه است. وی بازیکن تیم ملی فوتبال بانوان زیمبابوه است و به نمایندگی از این کشور در رقابت‌های فوتبال بانوان در بازی‌های المپیک تابستانی ۲۰۱۶ حضور داشت.